# Gründleinsmühle (Castell)
Die Gründleinsmühle (auch Obere Mühle, Heumühle) ist eine Einöde auf der Gemarkung von Castell im unterfränkischen Landkreis Kitzingen.

## Geografische Lage
Die Mühle liegt im Norden des Casteller Gemeindegebiets am namensgebenden Gründleinsbach. Nördlich beginnt das Gemeindegebiet von Rüdenhausen, die Rüdenhäuser Straße verläuft an der Mühle vorbei. Im Osten erhebt sich der Casteller Ortsteil Greuth, während im Süden Castell selbst zu finden ist. Westlich, ebenfalls am Gründleinsbach gelegen, findet sich die Geiersmühle und der Casteller Ortsteil Trautberg. In unmittelbarer Umgebung liegt das Gründleinsloch, eine Karstquelle.

## Geschichte
Die Mühle am Gründleinsbach ist eine der ältesten Wassermühlen in der Umgebung. Bereits im Jahr 1399 wurde sie als „Obere Mühle“ erstmals erwähnt. Wahrscheinlich lieferte sie das Getreide für den Residenzort Castell und wurde von den Grafen zu Castell als Lehen an verschiedene Müller vergeben. Erst im 19. Jahrhundert, 1804, errichtete der damalige Müller Leonhard Dennterlein die heute noch erhaltenen Gebäude.
Im Jahr 1855 gründete der damalige Pfarrer der Johanneskirche in Castell Wilhelm Funk ein Asyl für entlaufene Sträflinge in den Wirtschaftsgebäuden der Mühle. Dieses Asyl wurde 1930 und 1949 um einige Gebäude erweitert. Im Zweiten Weltkrieg war es Ziel eines Fliegerangriffs von britischen Bombern. Am 4. April 1945 wurden die Wirtschaftsgebäude zerstört. Der Wiederaufbau wurde in der Nachkriegszeit vorgenommen.
Die Gründleinsmühle blieb auch nach dem Krieg in Betrieb. Seit dem Jahr 1926 war sie im Besitz von Georg Heumüller, der mit seiner Familie die Anlage bewohnte. Im 20. Jahrhundert setzte sich deshalb auch der Name „Heumühle“ durch. Im Jahr 1985 wurde der Mühlenbetrieb eingestellt und die Mühle zum Wohnhaus umgewandelt.